# Yasmina Filali-Bohnen
 (octobre 2019).
Si vous disposez d'ouvrages ou d'articles de référence ou si vous connaissez des sites web de qualité traitant du thème abordé ici, merci de compléter l'article en donnant les références utiles à sa vérifiabilité et en les liant à la section « Notes et références ».
Yasmina Filali, née le 3 septembre 1975 à Paris sous le nom de Yasmina Munira Bohnen, est une actrice allemande. 

## Biographie
Yasmina Filali, fille d'une Marocaine et d'un Allemand d'Aurich, a d'abord travaillé comme modèle et a connu ses premiers succès en 1997 dans la série télévisée Geliebte Schwestern, après avoir déjà été vue en 1996 dans plusieurs épisodes de la série « GZSZ ». Dans la série hospitalière Sainte-Angela, elle a joué le rôle d'une infirmière dans un épisode en 1998, puis dans le téléfilm Zärtliche Begierde en 1999. L'actrice a également joué dans la série télévisée En quête de preuves, Ehen vor Gericht, die Wache et Delta Team. 
Dans la comédie romantique Große Liebe wider Willen elle a joué avec Susanna Simon, Oliver Boysen et Rosel Zech en 2001. Filali s'est fait connaître d'un public plus large avec ses apparitions érotiques en tant que strip-teaseuse Yvonne dans la série Club der starken Frauen – Die Rote Meile, où elle a été présentée dans 23 épisodes de 1999 à 2001. Dans le film d'horreur humoristique Planète B : The Antman de 2002, elle a joué un des rôles principaux aux côtés de Götz Otto, Gojko Mitić et Elisabeth Volkmann. La même année, elle joue dans le film d'action américain Mission Alcatraz. De 2003 à 2013, Filali a joué plusieurs rôles dans différentes séries (SOKO Munich, Die Rosenheim-Cops, Alarm für Cobra 11 - Die Autobahnpolizei, Küstenwache) et en 2013 dans un autre épisode de la série criminelle Ein Fall für zwei. Star Wurst – Möge das Herz mit Euch sein est le titre d'un court métrage de 2015 dans lequel l'actrice était également représentée. 
Dans le docu-savon Shopping Queen of 2014 par et avec Guido Maria Kretschmer, Filali Rose a accompagné Marie, la reine du shopping de Bonn, shopping, qui est ensuite devenue Shopping Queen of 2014. En mai 2016, Yasmina Filali a lancé un blog beauté sous son nom. En 2017, Filali a participé comme candidate au Celebrity Shopping Queen et remporté un nouveau prix. 
Depuis juillet 2005 Filali est mariée à l'ancien footballeur Thomas Helmer, avec qui elle a une fille depuis novembre 2007 et un fils depuis mai 2010.